# Going postal
Going postal – angielskie wyrażenie slangowe oznaczające bycie wściekłym i zestresowanym z powodu swojej pracy aż do posunięcia się do przemocy. Wyrażenie ukuto po serii przypadków masowych morderstw (strzelanin) w placówkach amerykańskiego operatora pocztowego United States Postal Service (USPS) popełnionych przez pracowników pocztowych na szkodę swoich przełożonych i współpracowników. W Stanach Zjednoczonych od 1970 do 1997 roku ponad 40 osób zostało zabitych przez aktualnych lub byłych pracowników w przynajmniej 20 przypadkach wybuchów gniewu w miejscu pracy. Między 1986 a 2011 strzelaniny w miejscu pracy w Stanach Zjednoczonych zdarzały się średnio dwa razy w roku i skutkowały średnio 12 ofiarami na rok.

## Pochodzenie
Pierwsze użycie tego wyrażenia odnotowano 17 grudnia 1993 roku w St. Petersburg Times:
Sympozjum było sponsorowane przez USPS, który odnotował tak wiele wybuchów gniewu, że w niektórych kręgach nadmierny stres nazywany jest „going postal”. Trzydzieści pięć osób zginęło w 11 strzelaninach w placówkach pocztowych od 1983 roku. USPS nie pochwala wyrażenia „going postal” i podejmuje próby powstrzymania ludzi przed jego używaniem. Jednak niektórzy pocztowcy uważają, że wyrażenie jest zasłużone.

## Analiza
W 1998 roku Kongres Stanów Zjednoczonych przeprowadził wysłuchanie w sprawie aktów przemocy w USPS, na którym zauważono, że w placówkach pocztowych byli lub obecni pracownicy popełnili 13% wszystkich zabójstw w miejscu pracy, choć pracuje tam tylko 1% wszystkich zatrudnionych cywilów w pełnym wymiarze godzin.
W 2000 r. badacze podali, że wskaźniki zabójstw w placówkach pocztowych były niższe niż w innych miejscach pracy. W głównych branżach najwyższy wskaźnik 2,1 zabójstw na 100 000 pracowników rocznie odnotowano w handlu detalicznym. Wskaźnik zabójstw pracowników poczty wynosił 0,22 na 100 000 w porównaniu z 0,77 na 100 000 pracowników ogółem.

## Występowanie w kulturze
W filmie z 1994 roku pt. „Naga broń 33⅓: Ostateczna zniewaga”, główny bohater, porucznik Frank Drebin grany przez Leslie Nielsena, musi poradzić sobie z różnymi niebezpieczeństwami, w tym nagłym pojawieniem się niezadowolonych pocztowców strzelających we wszystkich kierunkach.
W 1997 roku USPS pozwał Running with Scissors w związku z serią gier komputerowych Postal. Producent gry twierdził, że mimo tytułu, gra nie ma nic wspólnego z USPS i jego pracownikami.
W 2004 roku wydano powieść Terry’ego Pratchetta z serii „Świat Dysku” o tytule Going Postal (pol. Piekło Pocztowe).